# Fotbal Club Rapid Bucarest
Pour le club omnisport, voir Rapid Bucarest.
Maillots
Actualités
Le Fotbal Club Rapid 1923, communément appelé Rapid Bucarest est un club roumain de football basé à Bucarest. Le club voit le jour en 1923 par des employés des ateliers Grivița sous le nom d'Asociația Culturală și Sportivă CFR (en français : Association culturelle et sportive CFR).
Au niveau national, le Rapid Bucarest est l'un des clubs les plus titrés du pays, ayant remporté trois titres nationaux, 13 Coupe de Roumanie et quatre Supercoupe de Roumanie. Sur le plan international, le club atteint les quarts de finale de la Coupe des vainqueurs de 1972–73 et de la Coupe UEFA 2005-2006, et la finale de la Coupe Mitropa 1940 , cette dernière n'étant pas jouée en raison de la Seconde Guerre mondiale. En 2016, le club est déclaré en faillite, mais a été refondé et a réussi à revenir dans l'élite en 2021.
À partir de 1939, le Rapid dispute ses matchs à domicile en kits bordeaux et blancs au stade Valentin Stănescu. L'ancien stade est remplacée par le Superbet Arena en 2022. L'équipe entretient de féroces rivalités avec les deux autres clubs de Bucarest, le FCSB et le Dinamo Bucarest, ainsi qu'avec le Petrolul Ploiești.

## Historique
- 1923 : fondation du club sous le nom de Casa Feroviarului Rapid Bucarest
- 1932 : 1re participation au championnat de 1re division (saison 1932/33)
- 1936 : Le club est renommé FC Rapid Bucarest
- 1940 : Le Rapid arrive en finale de la Coupe de l'Europe Centrale
- 1945 : Le club est renommé Caile Ferate Române Bucarest
- 1949 : Le club est renommé Locomotiva Bucarest
- 1958 : Le club est renommé CS Rapid Bucarest
- 1967 : 1re participation à une Coupe d'Europe (C1, saison 1967/68)
- 1992 : Le club est renommé UFC Rapid Bucarest
- 2002 : Le club est renommé FC Rapid Bucarest

### Logo

Ancien Logo
CS Rapid Bucarest

## Palmarès
| - Championnat de Roumanie (3) : - Champion : 1966-67, 1998-99 et 2002-03. - Vice-champion : 1936-37, 1937-38, 1939-40, 1940-41, 1948-49, 1949-50, 1963-64, 1964-65, 1965-66, 1969-70, 1970-71, 1997-98, 1999-00 et 2005-06. - Coupe de Roumanie (13) : - Vainqueur : 1934-35, 1936-37, 1937-38, 1938-39, 1939-40, 1940-41, 1941-42, 1971-72, 1974-75, 1997-98, 2001-02, 2005-06 et 2006-07. - Finaliste : 1960-61, 1961-62, 1967-68, 1994-95, 1998-99 et 2011-12. |  | - Supercoupe de Roumanie (4) : - Vainqueur : 1999, 2002, 2003 et 2007. - Finaliste : 1998 et 2006. - Championnat de Roumanie D2 : - Champion : 1954-55, 1974-75, 1982-83 et 1989-90. |

| - Coupe Mitropa : - Finaliste : 1940 (Finale non disputée pour cause de Seconde Guerre mondiale). - Coupe des Balkans des clubs (2) : - Vainqueur : 1963-64 et 1964-66. - Coupe européenne des chemins de fer (2) : - Vainqueur : 1966-68. - Finaliste : 1959-61 et 1969-71. |  | - Coupe d'Europe des vainqueurs de coupes - Meilleure performance : quart-de-finaliste en 1973 - Coupe UEFA / Ligue Europa - Meilleure performance : quart-de-finaliste en 2006 |

## Effectif actuel (2024-2025)

### Joueurs prêtés
| N° | Nat.                   | Poste | Nom du joueur                          |
| -- | ---------------------- | ----- | -------------------------------------- |
| 3  | Drapeau de la Roumanie | D     | Robert Bădescu (prêté à Mioveni)       |
| 30 | Drapeau de la Roumanie | A     | Alexandru Stan (prêté au Gloria Buzău) |
| 70 | Drapeau de la Roumanie | M     | Eduard Dănilă (prêté à Mioveni)        |

| No. | Nat.                   | Position | Nom du joueur                                |
| --- | ---------------------- | -------- | -------------------------------------------- |
|     | Drapeau de la Roumanie | G        | Codruț Sandu (prêté au FC U Craiova)         |
|     | Drapeau de la Roumanie | M        | Rareș Stanciu (prêté à l'Universitatea Cluj) |

## Adversaires européens
Les équipes en italique n'ont été rencontrées que dans le cadre de la Coupe Intertoto.
- Eintracht Francfort
- FC Nuremberg
- Hambourg SV
- Hertha Berlin
- Karlsruher SC
- VfB Stuttgart
- VfL Wolfsburg
- UE Sant Julià
- Mika FC
- Austria Vienne
- Rapid Vienne
- Charleroi SC
- RSC Anderlecht (à 2 reprises)
- FK Sarajevo
- Botev Plovdiv
- Lokomotiv Sofia
- Mladá Boleslav
- Leeds United
- Liverpool FC
- Tottenham Hotspur
- MyPa 47
- Olympique lyonnais
- Paris SG (à 2 reprises)
- Stade rennais
- Panathinaïkós
- PAOK Salonique
- Hapoël Tel-Aviv (à 2 reprises)
- Inter Milan
- Juventus FC
- SSC Naples
- Atlantas Klaipėda
- CS Grevenmacher
- FK Vardar Skopje
- Sliema Wanderers
- Feyenoord Rotterdam
- PSV Eindhoven
- SC Heerenveen
- Vitesse Arnhem
- Vålerenga
- Legia Varsovie (à 2 reprises)
- Odra Wodzisław
- Śląsk Wrocław
- CD Nacional
- Steaua Bucarest
- ND Gorica
- MŠK Žilina
- Landskrona BoIS
- Chakhtar Donetsk

## Anciens joueurs
- / István Avar
- Iuliu Baratky
- Ștefan Barbu
- Ioan Bogdan
- Florin Bratu
- Lucian Burdujan
- Daniel Chiriță
- Iulian Chiriță
- Dan Coe
- Gheorghe Codrea
- Florin Constantinovici
- Ciprian Deac
- Emilian Dolha
- Gheorghe Dungu
- Ionel Ganea
- Tiberiu Ghioane
- Ștefan Grigorie
- Lucian Ilie
- Sabin Ilie
- Ion Ionescu
- Alexandru Ioniță
- Costin Lazăr
- Bogdan Lobonț
- Nicolae Lupescu
- Dănuț Lupu
- Alexandru Neagu
- Titus Ozon
- Daniel Pancu
- Ionuț Rada
- Florian Radu
- Sergiu Radu
- Dumitru Macri
- Lucian Marinescu
- Ionuț Mazilu
- Viorel Moldovan
- Ion Motroc
- Ștefan Nanu
- Daniel Niculae
- Răzvan Raț
- Mircea Rednic
- Mihai Roman
- Ioan Sabău
- Cristian Săpunaru
- Florin Şoavă
- Bogdan Stelea
- Marius Șumudică
- Georgică Vameșu
- Ion Vlădoiu
- Ianis Zicu
- Mark Burke
- / Apoula Edel
- Armen Karamian
- Ryan Griffiths
- Roberto Bisconti
- Manu Godfroid
- Philippe Léonard
- / Urko Pardo
- Cláudio Pitbull
- Elinton Andrade
- Cássio
- Césinha
- Ezequias
- Gláuber
- Helder
- Marcos António
- Pierre Boya
- Edgars Gauračs
- Deivydas Matulevičius
- Bazhe Ilijoski
- Radomir Đalović
- Pavel Čmovš
- Marcel Gecov
- Ondřej Kušnír
- João Paulo
- Filipe Teixeira